# Українсько-киргизькі відносини
Українсько-киргизькі відносини — відносини між Україною та Киргизькою Республікою.
Країни встановили дипломатичні відносини 19 вересня 1992 року. В Києві діє Посольство Киргизької Республіки в Україні (з 1993 р.), а в Бішкеку — Посольство України в Киргизькій Республіці (з 2000 р.).
Між країнами діє безвізовий режим.